# 別子山村
別子山村（べっしやまむら）は、愛媛県にかつて存在した村である。単独村制時代は宇摩郡に属していた。2003年（平成15年）4月1日に隣接する新居浜市に編入し、単独市町村としての別子山村は廃止された。別子銅山で栄え、一時は人口は1万人を超えたが、採鉱の中心が新居浜側に移った途端に人口は激減し、人口300人に満たない山村へと戻った。
旧別子山村役場は合併後、新居浜市役所別子山支所として改めて設置されている。旧村役場と市役所支所は同一場所であったが、合併に伴い施行された地籍調査により、地番は新居浜市別子山字ヲトヂ甲482番地の3に変更された。

## 地理
北の新居浜市と隔てる赤石山系をはじめとして、周囲を千数百メートル級の四国山地の山々に囲まれた山村。（平成の合併が始まる前の時点で）離島を除けば全国で二番目に小規模（人口が少ない）の自治体であった。
銅山川（吉野川の支流のひとつ）の上流域に位置する。新居浜市側と三島側（現・四国中央市）の両方からアクセスできるが、四国中央市からの方が道が整備されている。両方とも道路は県道の新居浜別子山線の一本のみで、銅山川のV字型渓谷に沿って走る道路の沿線の斜面に僅かに人家や公共施設が点在し、平地はほとんど無い。

## 歴史
- 開村（伝承によるもの、詳細不明）
伝説の一つによると、平家の落人の三兄弟がこの地へと落ちのびてきて、住み着いた。三兄弟にちなむ、余慶（よけい）、豊後（ぶんご）、葛籠（つづら）という地名が村内にはある。
- 藩政期
江戸幕府領となる（ほとんどの期間、伊予松山藩預所）。
1648年（慶安元年） - 伊予国知行高郷村数帳の宇摩郡の項に、「別子山」の文字がうかがえる。
- 銅山により繁栄始まる
人里から離れてひっそりと存在するような村であったが、別子銅山の採掘が始まり急速に発展を遂げる。
1690年（元禄3年） - 別子銅山発見
1691年（元禄4年）　- 別子銅山開業（足谷銅山）
1825年（文政8年） - 伊予国宇摩郡村々様子大概書によると「此村芦谷（足谷の誤記と思われる）と申所に銅山あり」「他之山中よりハ賑ひあり」とある。
- 近代 - 現代 - 世界一の産銅量を誇った同銅山と共に発展、そして衰退、静かな山村に戻る
1889年、町村制の施行により、別子山村が発足する。
明治の最盛期には愛媛県内で松山市に次ぐ1万2千人もの人口を擁し、学校・病院・劇場などが整備された。
採鉱の中心が赤石山系を越えた北側、新居浜市の山中にある東平（とうなる）へ移ると瞬く間に衰退した。やがて西日本で最も人口の少ない自治体となり、新居浜市へ編入合併した時は、県内の自治体で最も人口が少なく、愛知県北設楽郡富山村（現・豊根村）に次ぐ、日本の離島以外の自治体で2番目に人口の少ない、僅か277人であった（編入合併後は役所職員の異動などで更に減っている）。

## 新居浜市への合併

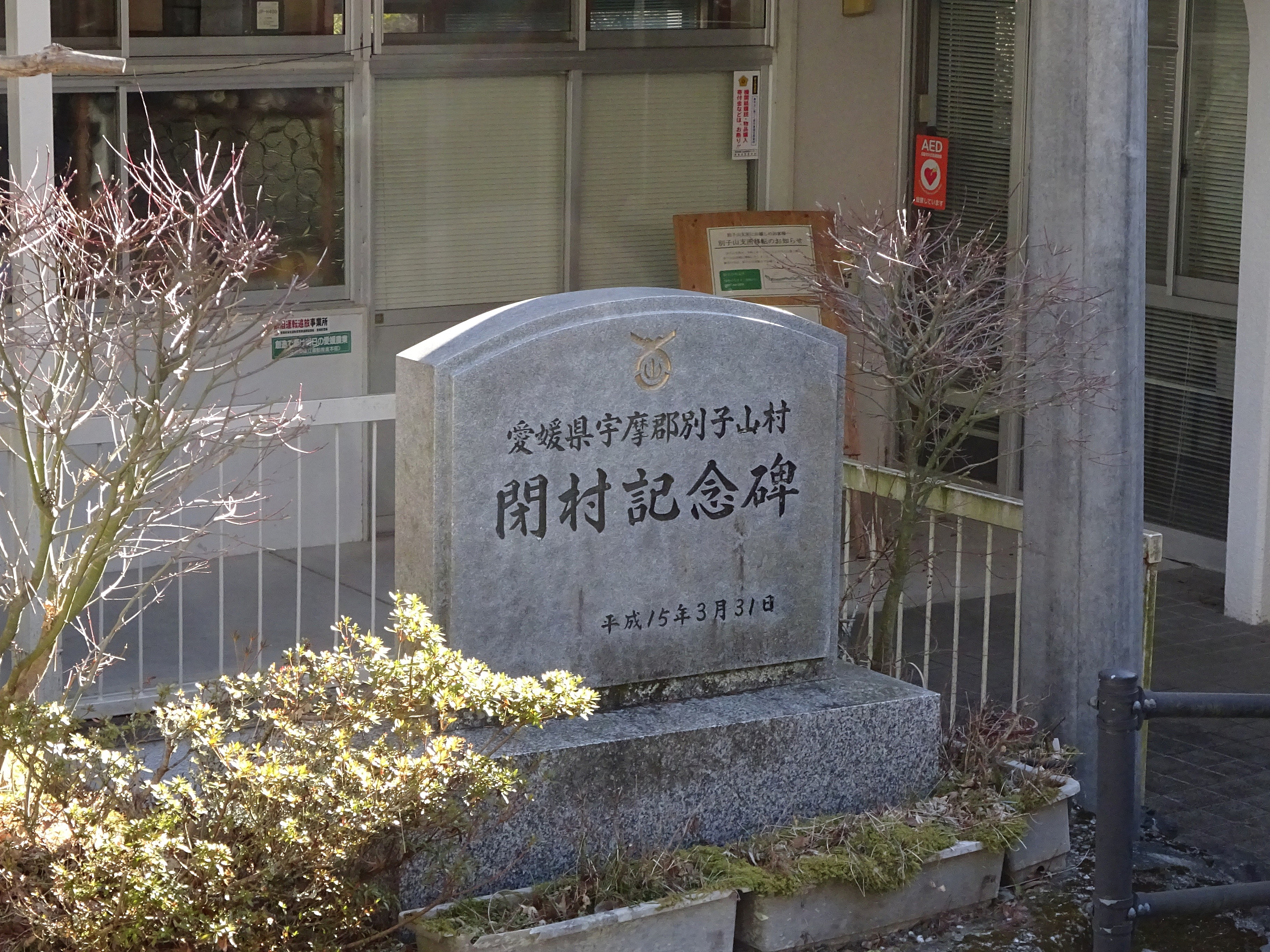
閉村記念碑

新居浜市は別子銅山によって基礎が築かれ発展してきたことで、両市村の合併を望む声もあったが、別子山村では長年自主独立の気運が高く、また社会基盤や行政事業が同じ宇摩地域である伊予三島市（現四国中央市）に大きく依存していたため、新居浜市との合併は現実的ではなかった。
しかし、平成の大合併で宇摩地域も一つの市となる協議が進められるようになったとき、村民の間では「このまま宇摩に付いていいのか」という声が広まった。生活は宇摩であっても産業・歴史的には新居浜市と結びつきが強く、また多くの村民の家族が新居浜市に居住している。宇摩地域で合併協議を進めても、過去に同じ銅山川流域で、東に隣接していた富郷村が伊予三島市に編入された後は山奥の過疎地域として衰退してしまった記憶があるため、同じ道を歩むのではないかという不安があった。
様々な意見はあったものの、村議会で全会一致で新居浜市を合併先とすることが決議され、新居浜市に合併を打診した。新居浜市側で協議を重ねた結果、別子山村受け入れが決議されることとなった。
合併後の旧村役場は新居浜市別子山支所として再スタートし、また長年無医村地区であった別子山地区に新居浜市医師会による診療所が開設された。また、念願の新居浜市街と結ぶ市営バスも運行を始めた。合併の話が出る以前から進められていた、新居浜市と別子山を結ぶ主要地方道・新居浜別子山線の改良工事も、県の重要道路事業として位置づけられており、両地域をつなぐ基盤整備が進められている。なお、消防については引き続き、宇摩地区広域市町村圏組合消防本部→四国中央市消防本部が新居浜市からの委託を受けて管轄している。

## 観光スポット

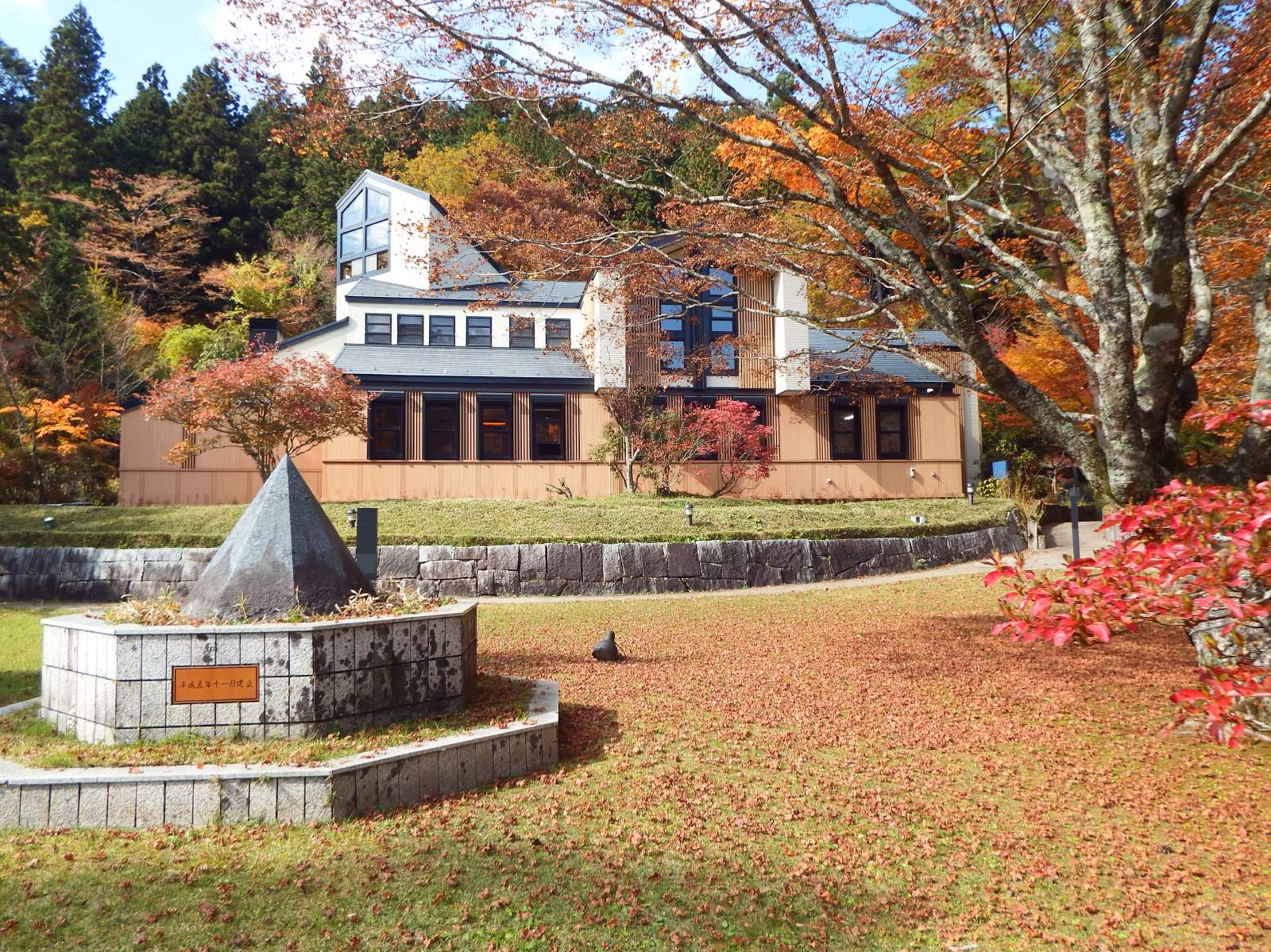
フォレスターハウス

- フォレスターハウス：営業10時から16時、月・火曜日は定休日（12月から2月休館）、無料。
- 旧別子の銅山遺跡
- 赤石山系 ：東赤石山・西赤石山・二ッ岳・平家平などの登山口 - 高山植物群
- 森林公園ゆらぎの森：公式HPゆらぎの森
- 別子山ふるさと館：夏季は10時から17時、冬季は10時から16時、火曜日と年末年始は休館、無料。

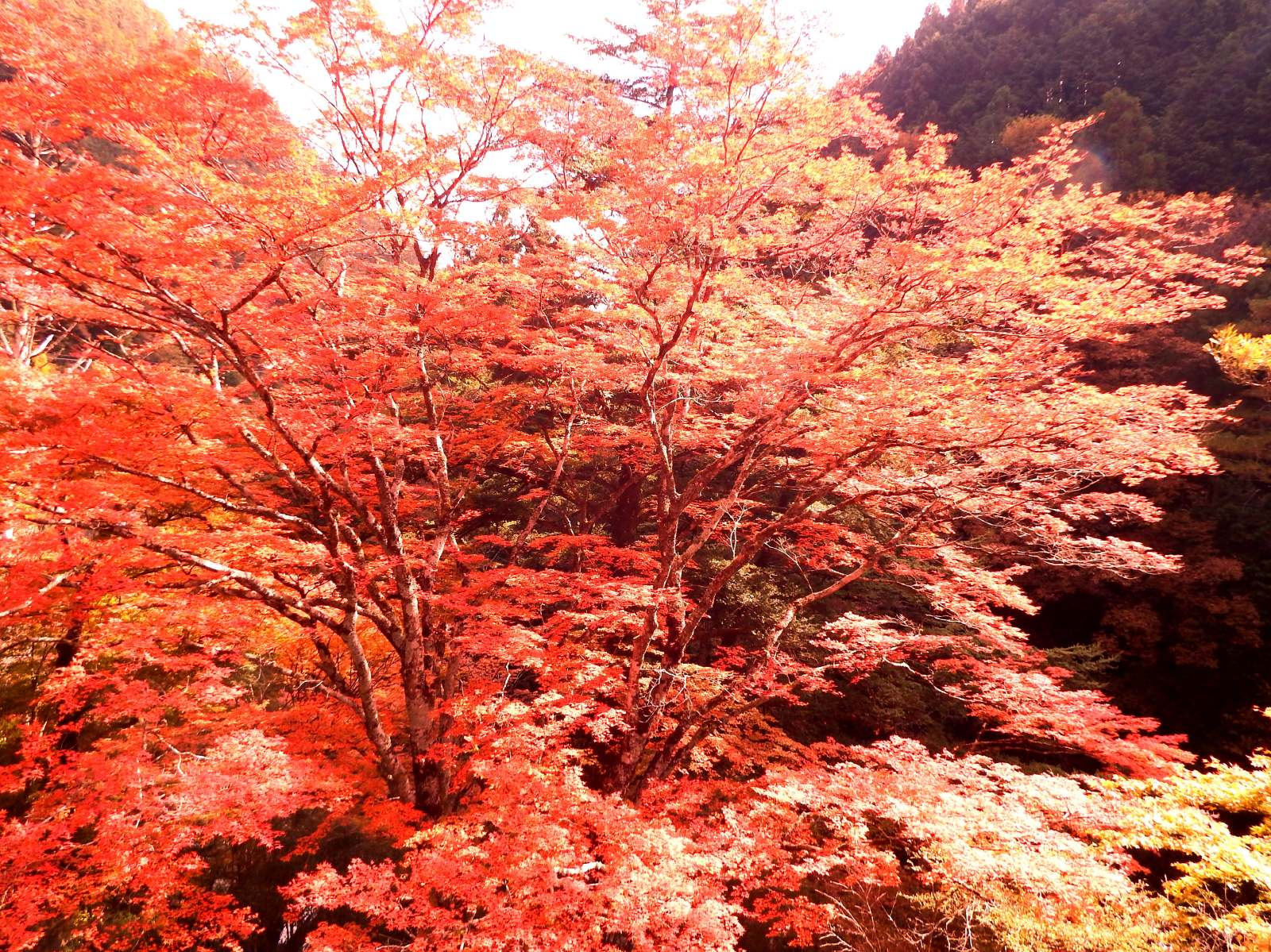
南光院のオオモミジ（新居浜市の天然記念物

- 南光院
- 別子ハイツ自然学習館北緯33度55分8.7秒 東経133度18分33.32秒（旧・別子山村区域外ながら、関連のため掲載）

## その他
- 1年間出生がなかった村
政府の「少子化社会白書」平成16年（2004年）版において、別子山村は2002年（平成14年）のデータをもとに、全国唯一の「1年間赤ちゃんの生まれなかった村」としてリストアップされた。同白書によれば、1人しか生まれなかった村は全国9村とある（いずれも当時）[2]。
- 電気を自給自足していた村
別子山村では別子山村森林組合（組合長・和田秋廣〈＝村長〉、解散前の組合員約100人）が村内全域に電気を供給していた。水力発電所によるクリーンエネルギーで、世帯が極めて少ないとはいえ、全国でも珍しい取組ではあったが、編入合併による閉村とともに同組合も解散し、新居浜にある住友グループの電力会社である住友共同電力（本社・新居浜市）に移管した。
住友共同電力への移管は、森林組合として黒字体質は保っていたものの、水力発電所の設置は1957年と古く、設備の更新に億単位の資金が必要と見込まれたが、人口が少ないうえ、「村」の消滅で資金面でも後ろ盾がなくなったための処置である。なお、組合は村内唯一のガソリンスタンドも経営していたが、こちらは伊予三島市（現：四国中央市）の業者である三宅石油店に譲渡した。